# Sistema difensivo di Ancona
Il sistema difensivo di Ancona è un complesso militare, logistico e infrastrutturale costituito da cinte murarie, bastioni, forti, campi trincerati, magazzini e caserme, realizzato nel decennio tra il 1860 e il 1870 all'indomani dell'Unità d'Italia, allo scopo di potenziare la capacità difensiva della città di Ancona e del suo porto. Proprio per la sua posizione e per il fatto di essere l'unico porto dell’Adriatico centro-settentrionale idoneo ad accogliere la flotta italiana, Ancona venne dichiarata piazzaforte di prima classe, assieme alle città di Torino, Bologna, La Spezia e Taranto.

## Storia

### Le fortificazioni preunitarie

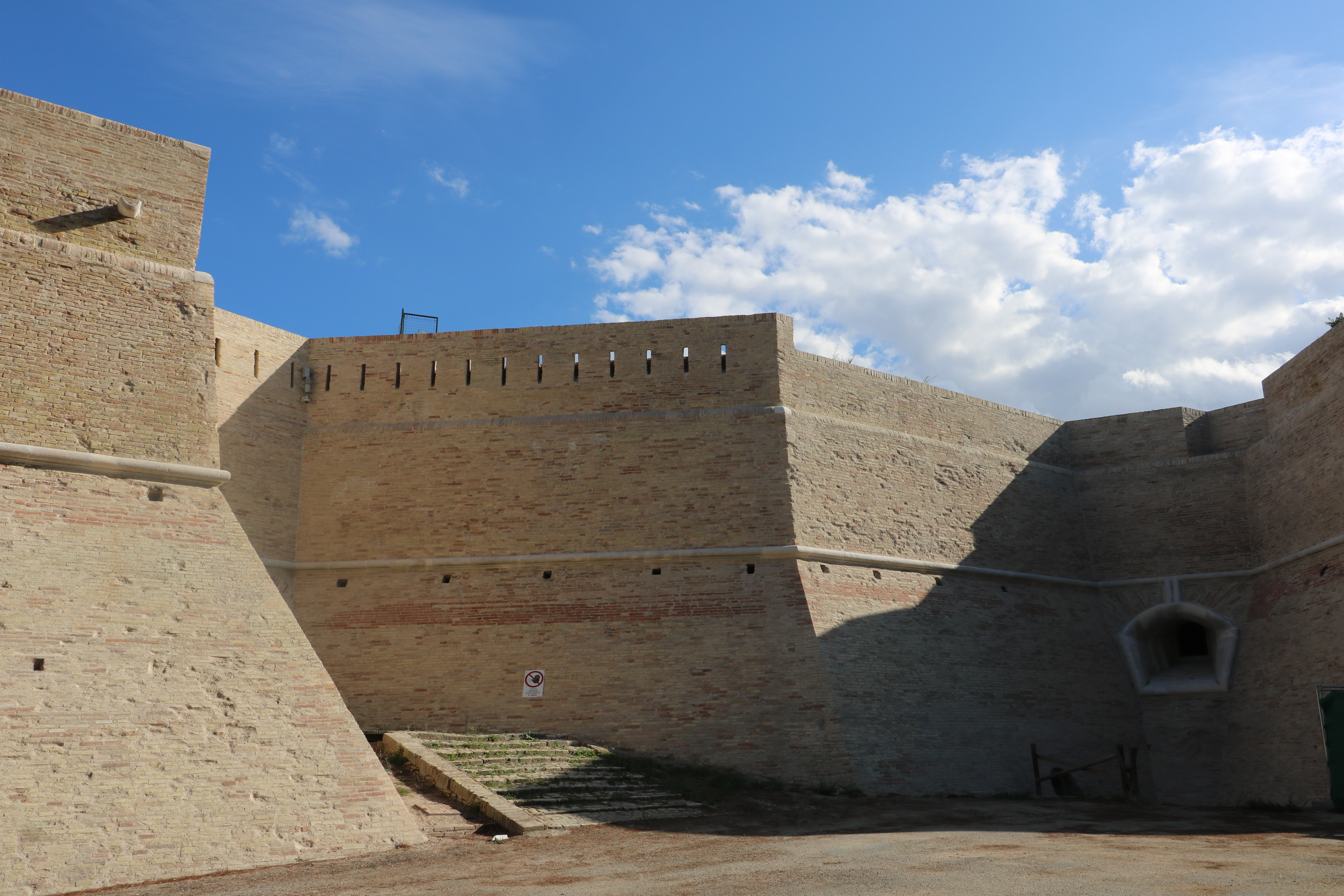
Fortezza della cittadella

In quanto unico porto sul mare Adriatico dello Stato Pontificio di importanti dimensioni, la città di Ancona fu oggetto nei secoli di numerosi interventi architettonici volti al potenziamento dello scalo e alla sua difesa.
Il primo intervento in questa direzione fu l'edificazione, nella prima metà del XVI secolo, della fortezza della Cittadella. Completata nel 1532, l'opera dell'architetto Antonio da Sangallo il Giovane fu considerata una delle fortificazioni più all'avanguardia della sua epoca dal punto di vista militare.

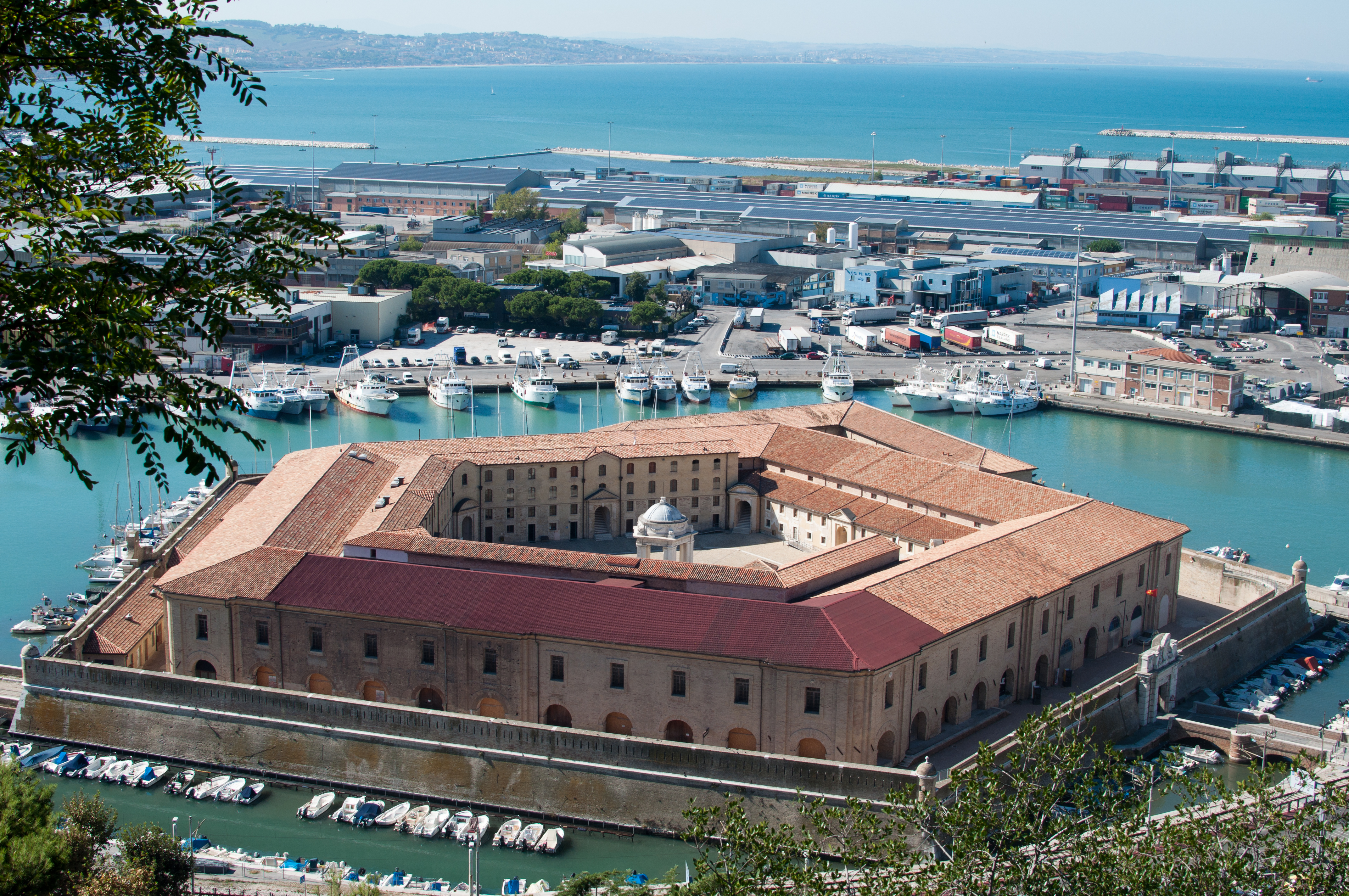
Lazzaretto nuovo, meglio conosciuto come Mole vanvitelliana

Agli interventi difensivi del Sangallo fecero seguito quasi due secoli dopo quelli di Luigi Vanvitelli, chiamato ad Ancona da papa Clemente XII per potenziare lo scalo dorico. Per la difesa del porto, l'architetto campano realizzò l'isola artificiale del lazzaretto nuovo: l'edificio infatti non aveva esclusivamente una funzione sanitaria, ma anche difensiva grazie alla realizzazione di un baluardo con nove cannoniere sui due lati orientati verso il porto. Nello stesso periodo, sul prolungamento del molo nord venne realizzato il forte della lanterna.
Durante l'occupazione da parte delle forze francesi, le difese cittadine vennero aggiornate con la realizzazione di ulteriori fortificazioni. Tra il 1789 e il 1799 vennero realizzate due lunette a ridosso del campo trincerato della Cittadella, mentre tre il 1801 e 1802 venne costruito il forte sul monte Cardeto.
Dopo la parentesi napoleonica, nel 1815 le forze di occupazione austriache iniziarono la demolizione delle strutture difensive della città, ma la riconsegna di Ancona allo Stato Pontificio fermò le operazioni. Nel 1821 vennero avviati gli interventi di restauro per rendere nuovamente operative le fortificazioni, che culminarono con il potenziamento delle opere avanzate nelle località di Pietralacroce e Scrima nel 1859.

### Ancona piazzaforte di prima classe

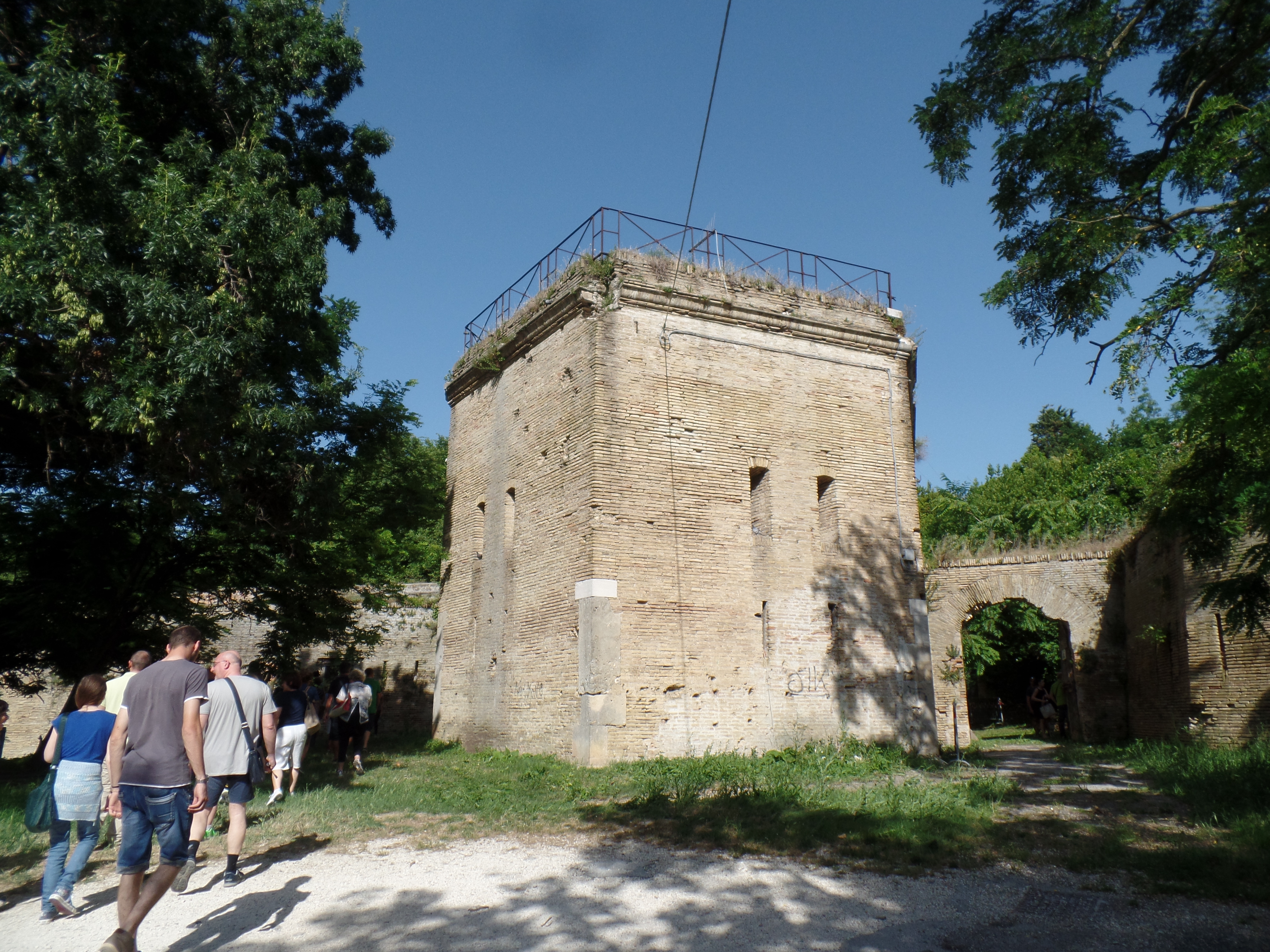
Casermetta della lunetta santo Stefano

Subito dopo la battaglia di Castelfidardo e il seguente assedio, Ancona entrò a far parte del neonato Regno d'Italia. Data la sua posizione geografica al centro dell'Adriatico, a soli 70 miglia dalla base navale di Pola, e per il fatto di essere l'unico scalo naturale di dimensioni tali da poter ospitare la flotta della Regia Marina, la città venne dichiarata "Piazzaforte di prima classe". I lavori per la realizzazione delle nuove strutture difensive iniziarono subito sotto la direzione dell'architetto astigiano Giuseppe Morando, incaricato dal Genio Militare dell'esercito italiano di rendere Ancona "imprendibile". Per fare ciò oltre alla realizzazione di nuove fortificazioni, Morando potenziò anche le fortificazioni preesistenti che erano sopravvissute alla presa della città, integrandole così nel sistema difensivo che stava progettando.

Il progetto del sistema difensivo sviluppato da Morando si sviluppava su due fronti: quello terrestre e quello marino. In linea con i concetti strategici dell'epoca, per il fronte terrestre si prevedeva la creazione di tre linee difensive, allo scopo di difendere la città da eventuali assalti via terra. In aggiunta, Morando fece realizzare una nuova cinta muraria che collegava la fortezza della Cittadella con i forti dei Cappuccini e del Cardeto. Per quanto riguarda invece la difesa del fronte del porto, l'architetto astigiano potenziò le fortificazioni preunitarie e predispose due settori di batterie, uno sopra l'abitato delle Torrette e l'altro nella zona del colle Guasco, a protezione dello spazio di mare antistante la città. 

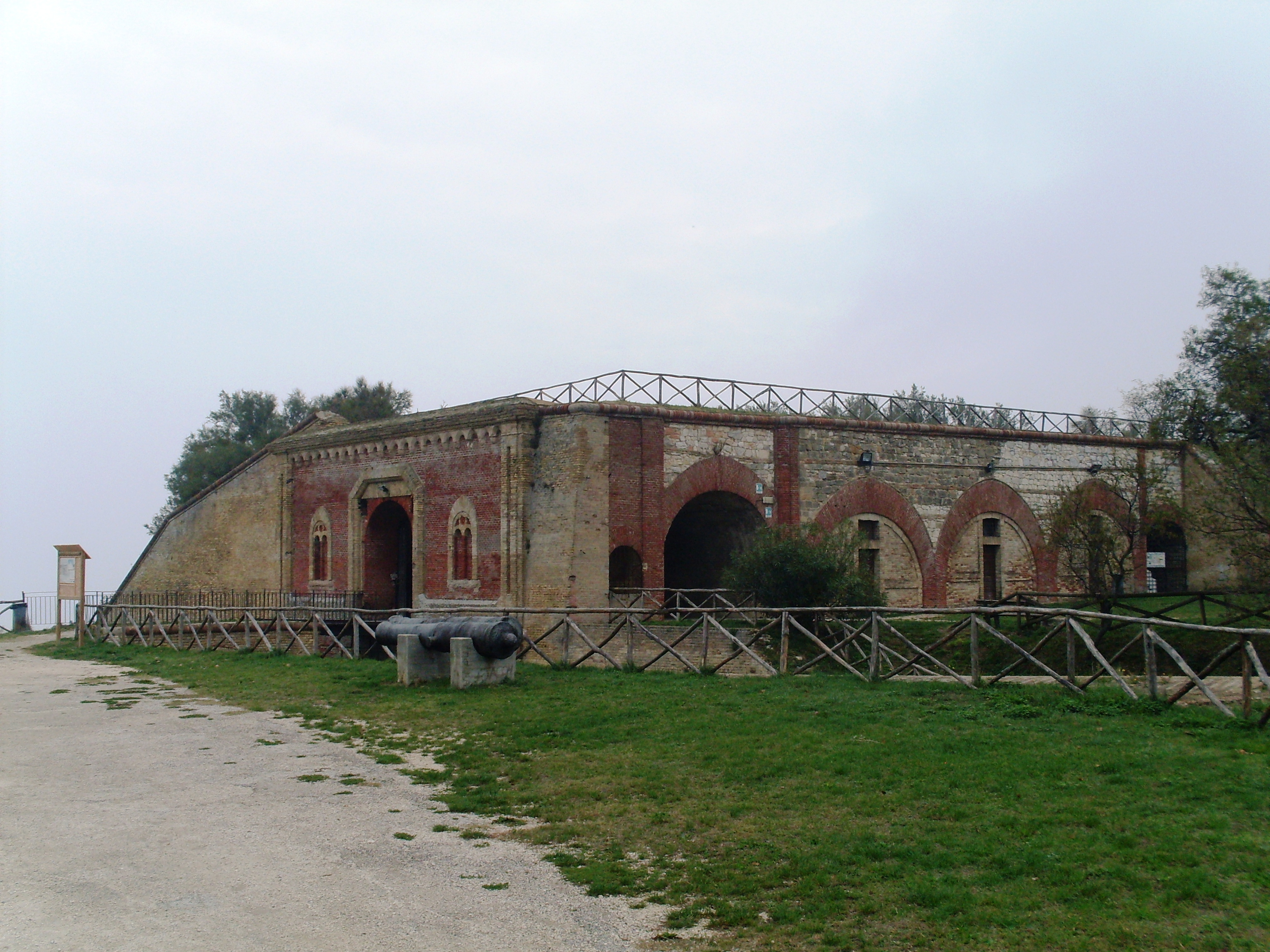
Forte Altavilla

La prima linea difensiva del fronte terrestre era quella più esterna: le opere realizzate per questa linea non erano permanenti, ma realizzate quasi interamente in terra, con rari tratti in muratura. Il loro scopo era quello di fornire una prima resistenza all’assalto nemico da terra, tenendolo a distanza idonea dalla retrostante piazzaforte. Si sviluppava dalle pendici del colle del Montagnolo, dove erano state realizzate due fortificazioni, il forte Montagnolo Torre e il Montagnolo Chiesa, fino alla costa del Conero, dove si trovavano il forte Lucarino e il forte Pezzotti.
La seconda linea prevedeva tre forti in muratura: forte Scrima, forte Umberto I (oggi conosciuto come forte Garibaldi) e forte Altavilla. Queste tre strutture vennero progettate da Morando come perno della difesa di Ancona, e sono tuttora i meglio conservati dell'intero sistema difensivo della piazzaforte.
La terza linea difensiva si trovava a ridosso del centro abitato di Ancona, costituendo il corpo di piazza. Si componeva infatti della cinta muraria ottocentesca e dalle fortificazioni preunitarie della Cittadella e del forte Cardeto.
Sul fronte marittimo, la piazzaforte era difesa da una serie di postazioni di artiglieria in barbetta per impedire eventuali sbarchi nella costa a nord della città. Queste erano suddivise in due settori: nord-est, a difesa della costa verso il Conero, e nord-est, rivolte verso il golfo della città a protezione delle banchine portuali.
Oltre alle forti e alle batterie d'artiglieria, gli architetti del genio guidati da Morando realizzarono altre strutture a supporto delle fortificazioni: l'ultima in ordine di tempo ad essere costruita fu la caserma Villarey, attuale sede della facoltà di economia dell'Università Politecnica delle Marche.

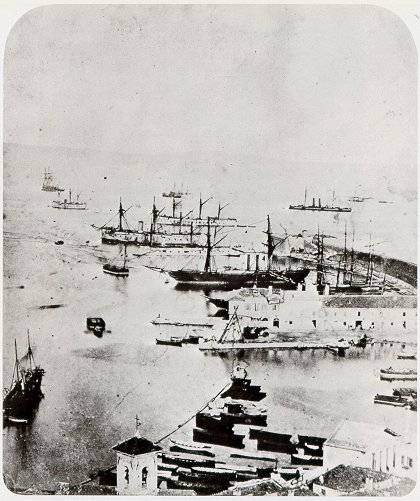
Navi nella rada del porto di Ancona dopo la battaglia di Lissa

La piazzaforte di Ancona non venne mai coinvolta direttamente in azioni belliche, tranne che nel 1870 quando, durante la terza guerra d'indipendenza, l'ammiraglio Persano decise di riunire la flotta italiana nella rada dorica prima dello scontro con le forze austriache nelle acque davanti all'isola di Lissa e terminata con la sconfitta del naviglio italiano.

### Declino e dismissione della piazzaforte
In seguito alla conquista del Veneto dopo la terza guerra d'indipendenza, la piazzaforte di Ancona iniziò a perdere la sua rilevanza strategica in favore di Venezia e le fortificazioni vennero gradualmente dismesse. L'ufficialità del disarmo della città si ebbe nel 1899, tramite decreto del re Umberto I in cui veniva dichiarato che la Piazza di Ancona è radiata dal novero delle piazzeforti dello Stato. Parte delle fortificazioni, ormai considerate inutili, vengono pesantemente mutilate e in alcuni casi vengono vendute a soggetti privati: ne è esempio il forte Marano, che nel 1899 venne ceduto al cantiere navale per la creazione al suo interno di una fonderia per la ghisa ed il bronzo.
La dismissione degli edifici militari continuò fino al 1911 quando, in seguito alla crescenti tensioni di inizio secolo, la città venne dichiarata "Piazzaforte Marittima" e divenne sede del Comando di Difesa Marittima della Regia Marina. Nonostante questo nuovo interessamento, le fortificazioni non vengono aggiornate, compromettendo in questa maniera la difesa navale della città di Ancona, come dimostrato a seguito del bombardamento della flotta austriaca il 24 maggio 1915.  Subito dopo la Prima Guerra Mondiale, le fortificazioni vengono definitivamente disarmate per essere impiegate esclusivamente come magazzini e poligoni di tiro.

## Conseguenze sull'aspetto urbanistico

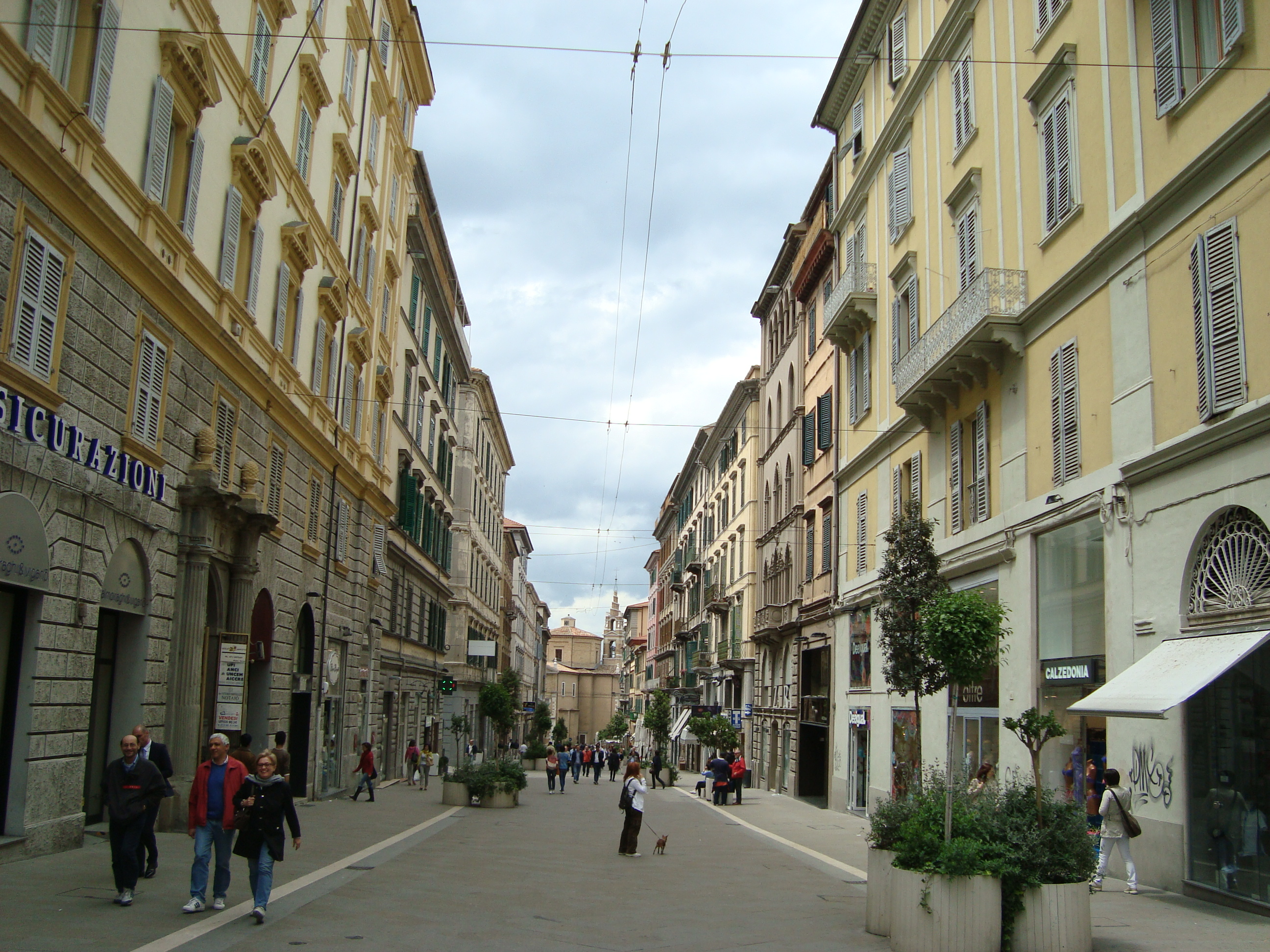
Corso Garibaldi

In concomitanza con gli interventi di Morando, l'impianto urbanistico della città di Ancona venne completamente rivisto in funzione della piazzaforte. L'elemento più rilevante da questo punto di vista fu la realizzazione della nuova cinta muraria, che determinò un allargamento della città in direzione della piana degli orti, area dell'attuale viale della Vittoria. Nel 1862 venne proposto il piano regolatore per la città di Ancona da parte degli ingegneri Gabuzzi, Bianchi, De Bosis e Daretti: tale piano prevedeva la creazione di una nuova piazza ridosso delle nuove mura, l'attuale piazza Cavour, e l'apertura di un nuovo corso che la collegasse al porto e agevolasse il dispiegamento delle truppe stanziate nella vicina caserma Villarey. L'apertura del nuovo corso, dedicato inizialmente a Vittorio Emanuele II e dopo la Seconda Guerra Mondiale reintitolato a Giuseppe Garibaldi, venne realizzata attraverso il diradamento degli edifici dei rioni del centro storico, su modello di quanto effettuato nelle altre città europee nel corso della seconda metà dell'Ottocento. 

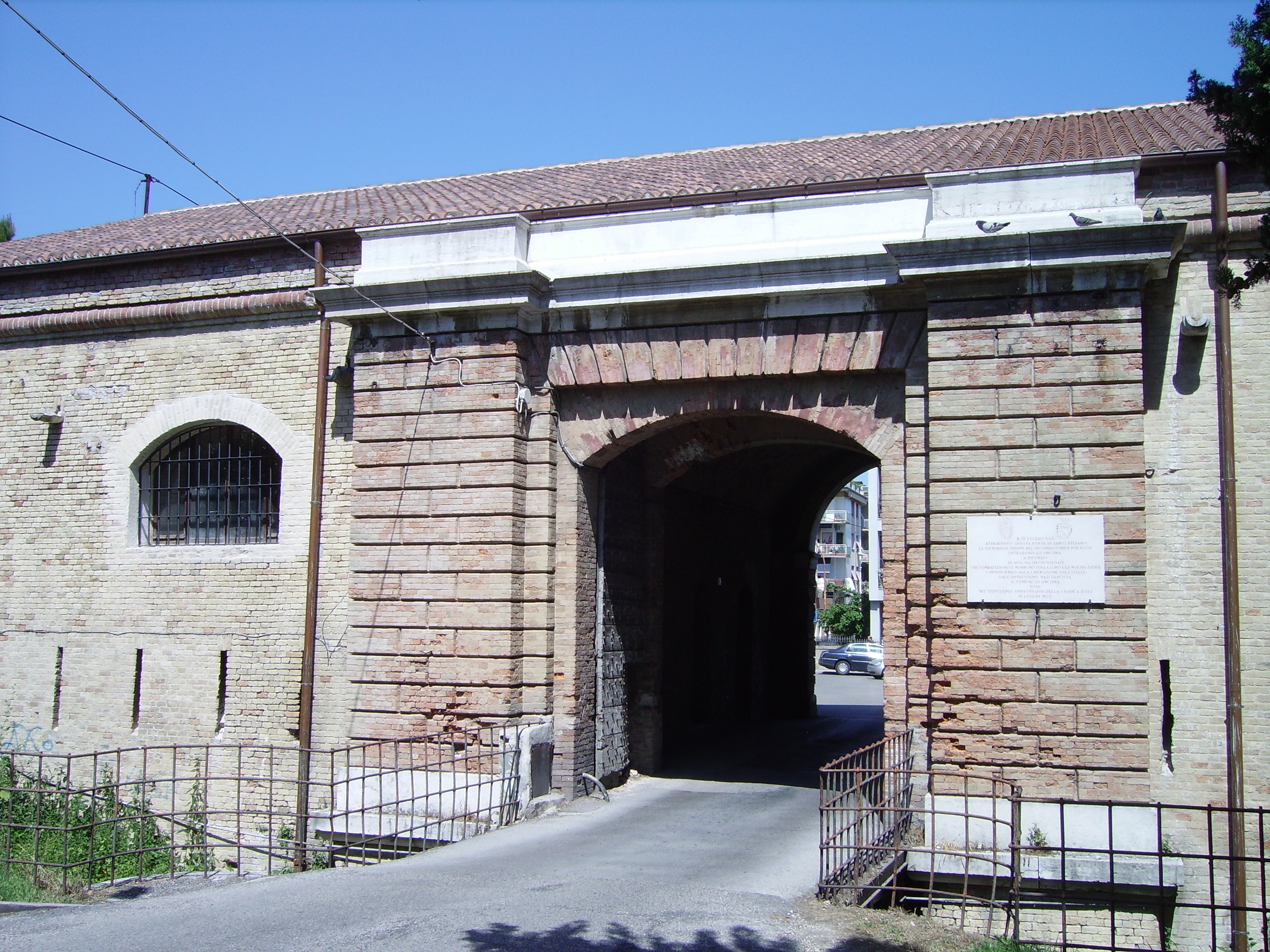
Porta santo Stefano

## Elenco delle opere militari

### Fronte di terra

#### Prima linea
- Forte Pezzotti
- Forte Lucarino
- Opera occasionale di Torre d'ago
- Forte Montagnolo Torre
- Forte Montagnolo Chiesa

#### Seconda linea
- Forte Scrima
- Forte Umberto  (forte Garibaldi)
- Forte Altavilla

#### Terza linea
- Fortezza della Cittadella
- Cinta muraria ottocentesca
- Porta Cavour
- Porta Capodimonte
- Porta Santo Stefano
- Porta Pia
- Lunetta Santo Stefano

### Fronte a mare

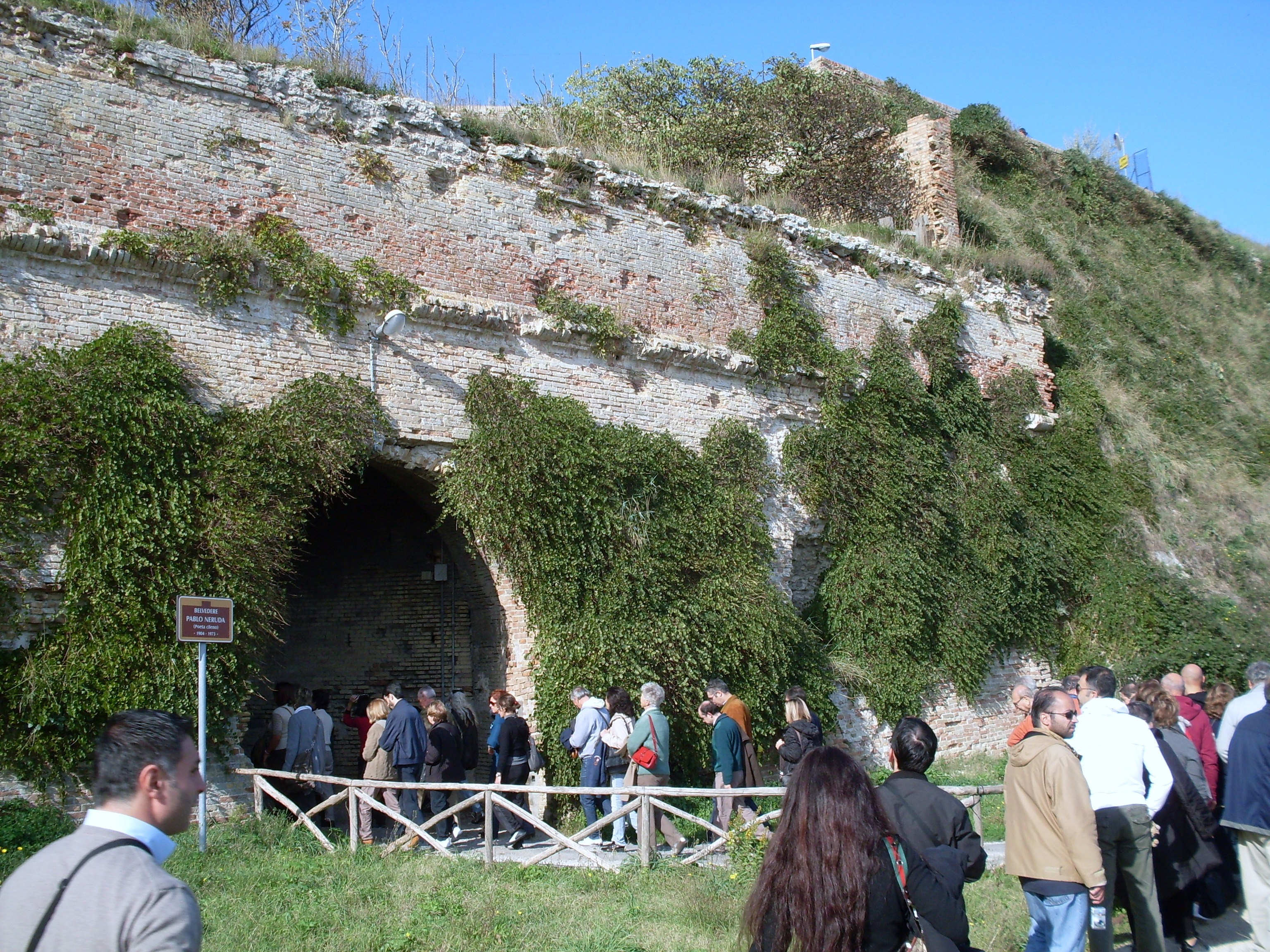
Ingresso del forte Cardeto

#### Fortificazioni
- Forte dei Cappuccini
- Forte Cardeto
- Forte Marano
- Lazzaretto di Ancona

### Batterie

#### Settore nord-est
- Batteria S. Giuseppe Superiore a ridosso del Cardeto
- Batteria S. Giuseppe Inferiore
- Batteria S. Teresa Alta sulla spianata dei Cappuccini
- Batteria S. Teresa Bassa
- Batteria Semaforo (ex Telegrafo)
- Batteria S. Luigi
- Batteria S. Augusto

#### Settore nord-ovest

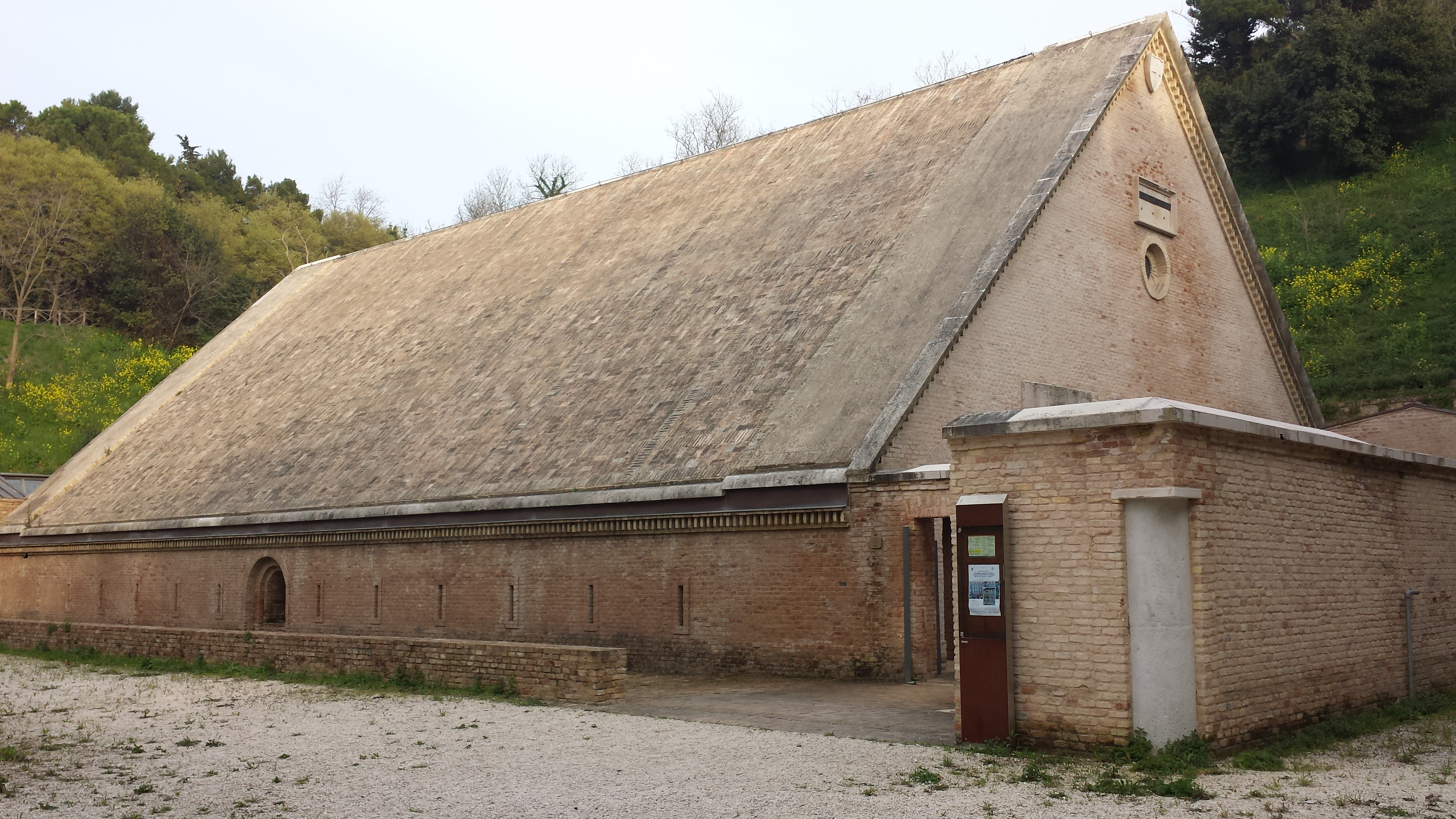
Polveriera Castelfidardo

- Batteria Molo (ex Lanterna)
- Batteria S. Agostino
- Batteria Dorica Superiore
- Batteria Dorica Inferiore
- Batteria Porta Pia Superiore
- Batteria S. Lucia
- Batteria Alfredo Savio

### Stabilimenti e caserme
- Caserma Villarey
- Caserma Stamura
- Caserma di san Francesco alle Scale
- Faro
- Ospedale militare di san Francesco ad Alto
- Polveriera Castelfidardo
- Polveriera Beato Amedeo